# 勝生真沙子
勝生 真沙子（かつき まさこ、1958年10月15日 - ）は、日本の女性声優。青森県八戸市出身。81プロデュース所属。既婚。

## 略歴
小学校時代に盲腸の手術を受けた際に、入院先の病院にいた若い看護婦が優しく、「大人になったら必ず看護婦になろう」と思っていたという。
中学時代はバレーボールが好きだったが、高校時代のバレーボール部の顧問がスパルタ教育だったため、「ラクそう」だと思い、演劇部に所属していた。役者になるきっかけは国語の時間の音読が得意であり、学芸会での意地悪な叔母役を演じていた時の観客の反応に快感で選んだと語る。偶々、部室を掃除しており、その時に劇団テアトル・エコー付属養成所のパンフレットを見つけて、仙台市の聖ウルスラ学院高等学校を卒業後、2年の養成期間を経て、1980年4月に研究生としてテアトル・エコー入団。以後、テアトル・エコー所属で活動していた。
初レギュラーは『未来警察ウラシマン』のミャー役となる。

## 人物・特色
存在感のあるエレガントな声質で、数多くのテレビアニメ、OVAでヒロインから悪役女性キャラクターまで幅広く演じている。
吹き替えではシャロン・ストーン、ジュリアン・ムーア、ジョディ・フォスター、ジュリア・ロバーツ、キム・キャトラルなどを担当している。
父は自衛官であり、芝居に出会わなかったら、女性自衛官になっていたと語る。
『NARUTO -ナルト-』で共演した中村千絵によれば「温かいお人柄」とのこと。 
長所は大らかなところで、短所は大らかすぎなところだという。好きな色は黒と、青みがかかったピンク。
趣味は歌、ゴルフ、スキー。

## 出演
太字はメインキャラクター。

### テレビアニメ
1982年
- 逆転イッパツマン（オトシマさん、OL、お栄、若妻、女A）
- 白い牙 ホワイトファング物語（メアリー・スコット）
- ダッシュ勝平（サチ、マリア、美佐子、みどり、女の子 他）
- 魔法のプリンセス ミンキーモモ（ケイト、リンダ）

1983年
- イタダキマン（オモンキ、女生徒1、女子学生A、母親、ベルフィーナー、女生徒）
- 銀河疾風サスライガー（アステロイド・クイーン）
- The かぼちゃワイン（秋山の妻）
- スペースコブラ
- 超時空世紀オーガス（アテナ）
- 特装機兵ドルバック（ピーター）
- 未来警察ウラシマン（ミャー、アニタ）

1984年
- OKAWARI-BOY スターザンS（秘書、夢野園代）
- ガラスの仮面（エイケン版）（北島マヤ）
- ビデオ戦士レザリオン（ケティ）
- よろしくメカドック（小野の妻、アンジィ、女A、みな子先生）

1985年
- 蒼き流星SPTレイズナー（メイ、コンピューター、アーサーの母）
- うる星やつら（テンの母〈2代目〉）
- 昭和アホ草紙あかぬけ一番!（1985年 - 1986年、幼稚園の先生、女店員）
- ダーティペア（ジョアンカ）
- 機動戦士Ζガンダム（1985年 - 1986年、レコア・ロンド）
- 星銃士ビスマルク（キリー・エドウェイ、ジョーン・クレメンタイン〈2代目〉）
- ハイスクール!奇面組（1985年 - 1987年、伊狩増代）
- 北斗の拳（ジェニファー）
- 炎のアルペンローゼ（プランタン）
- ルパン三世 PARTIII

1986年
- 銀河探査2100年 ボーダープラネット（ミラ）
- 忍者戦士飛影（コチョウ、母親A）
- Bugってハニー
- マシンロボ クロノスの大逆襲（ソリティア）
- めぞん一刻（主婦、保母、ゆう子 他）

1987年
- 宇宙船サジタリウス（女A、スープ屋店員）
- 機甲戦記ドラグナー（ダイアン・ランス）
- ドラゴンボール（メラ）
- 北斗の拳2（レイア）
- マシンロボ ぶっちぎりバトルハッカーズ（RIM）

1988年
- 新グリム名作劇場（ハンナ）
- 超音戦士ボーグマン（メモリー・ジーン）
- ドクター秩父山（看護婦 他）
- 魔神英雄伝ワタル（マリアンネット）
- 鎧伝サムライトルーパー（1988年 - 1989年、カユラ）

1989年
- アイドル伝説えり子（直美）
- がきデカ（あべ美智子先生）
- 機動警察パトレイバー（不破）
- ジャングル大帝（第3作）（コンガ）
- 獣神ライガー（ドル・サタン）
- 新ビックリマン（1989年 - 1990年、真因如）
- ドラゴンクエスト（1989年 - 1991年、ティアラ）
- 魔法使いサリー（第2作）（1989年 - 1990年、氷の国.女王、王妃、冬の女神）
- ミスター味っ子（コマサ）

1990年
- NG騎士ラムネ&40（ベッピーン）
- からくり剣豪伝ムサシロード（ヒミコ）
- ピグマリオ（ドノマーガ）
- らんま1/2 熱闘編（楊貴妃、未央）
- 私のあしながおじさん（メアリー・ランバート）

1991年
- アニメひみつの花園（マッコイ）
- おにいさまへ…（三咲綾）
- 機甲警察メタルジャック（村上京子）
- 太陽の勇者ファイバード（1991年 - 1992年、国枝美子）
- トラップ一家物語（マリア）
- 新世紀GPXサイバーフォーミュラ（女性アナウンサー、ルードリッヒ）
- 満ちてくる時のむこうに（フローラ）

1992年
- 風の中の少女 金髪のジェニー（ダイアナ）
- クッキングパパ（1992年 - 1995年、荒岩虹子）
- クレヨンしんちゃん（1992年 - 1996年、マージョ、よしいたえ子、まつざか松）
- スーパーヅガン（ユカ）
- それいけ!アンパンマン（1992年 - 2023年、鉄火のマキちゃん〈2代目〉、しめじまん〈2代目〉）

1993年
- バトルスピリッツ 龍虎の拳（キング）

1994年
- 美少女戦士セーラームーン シリーズ（1994年 - 1997年、海王みちる / セーラーネプチューン） - 3シリーズ
- ハックルベリー・フィン物語（エレン）
- メタルファイター・MIKU（アクアマリン）

1995年
- あずきちゃん（仙台の伯母さん）
- アニメ世界の童話（西の魔女）
- 新世紀エヴァンゲリオン（女医〈継母〉）

1996年
- 快傑ゾロ（アナベル）
- 機動新世紀ガンダムX（ヴェドバ・モルテ）
- 地獄先生ぬ〜べ〜（美奈子先生）
- 爆走兄弟レッツ&ゴー!!（1996年 - 1997年、柳たまみ先生、原・J・マキ、国立親子、シンディ） - 2シリーズ
- 名探偵コナン（1996年 - 2007年、宮野明美 / 広田雅美、三村ゆかり、服部静華）

1997年
- 救命戦士ナノセイバー（谷村沙織）
- ドラゴンボールGT（乙姫）
- マッハGoGoGo（アクセラ）

1998年
- ヴァイスクロイツ（ヘル）
- ゲゲゲの鬼太郎（第4作）（ヒ一族の巫女）
- 鉄コミュニケイション（ラヴィニア）
- 聖ルミナス女学院（幸田ジャスミン）
- 太陽の子エステバン（BS版）（マリンチェ）
- ドクタースランプ（1998年 - 1999年、婦警、キャラメルマン6号）
- Night Walker -真夜中の探偵-（魔女）
- はれときどきぶた（メグ）
- ポケットモンスター（1998年 - 2001年、ヤマト）
- 遊☆戯☆王（蝶野）

1999年
- おジャ魔女どれみ（1999年 - 2001年、市川先生） - 2シリーズ
- KAIKANフレーズ（伊藤美佐）
- 神風怪盗ジャンヌ（高土屋全）
- 金田一少年の事件簿（天堂四郎、女店長）
- セラフィムコール（みやび）
- それゆけ!宇宙戦艦ヤマモト・ヨーコ（ゼナ・リオン）

2000年
- STRANGE DAWN（レビアン）
- とっとこハム太郎（2000年 - 2013年、マリアママ）
- 闇の末裔（マリアの義母）

2001年
- 犬夜叉（水神様）
- ヴァンドレッド the second stage（リズ）
- サラリーマン金太郎（桜井京子）
- シャーマンキング（ゾリャー）
- 探偵少年カゲマン（ビューティーフェイス、ナレーション）
- デジモンテイマーズ（パジラモン）
- ナジカ電撃作戦（女王）
- ノワール（ボルヌ）
- 破邪巨星Gダンガイオー（風巻千里、風巻千帆）

2002年
- あたしンち（2002年 - 2006年、小川先生〈3代目〉、体育教師〈3代目〉、ペンションのおばさん、ルーシー）
- 十二国記（汕子、驪媚）
- プリンセスチュチュ（パウラモニ）

2003年
- アストロボーイ・鉄腕アトム（ラビア）
- L/R -Licensed by Royal-（カミール女史）
- カスミン（ハナコ）
- ガングレイヴ（ミランダ）
- 獣兵衛忍風帖 龍宝玉篇（うぶめ）
- 高橋留美子劇場 人魚の森（七生の母）
- 凧になったお母さん（一郎の母）
- DEAR BOYS（榊原美佐子）
- プラネテス（サリー・シルバーストーン）
- ポケットモンスター サイドストーリー（2003年 - 2004年、ヤマト）

2004年
- 今日からマ王!（2004年 - 2009年、フォンシュピッツヴェーグ卿ツェツィーリエ） - 3シリーズ
- サムライチャンプルー（蛍）
- ゾイドフューザーズ（アネゴ）
- NARUTO -ナルト-（綱手）
- ポケットモンスター アドバンスジェネレーション（2004年 - 2006年、ツキコ、ヤマト）
- ロックマンエグゼAXESS（イブ・モレシャン）

2005年
- ガラスの仮面（東京ムービー版）（姫川歌子）
- ガン×ソード（アール）
- ツバサ・クロニクル（2005年 - 2006年、キィシム） - 2シリーズ
- BUZZER BEATER（地球チームの女性コーチ）
- ブラック・ジャック（八也の妻）
- まじめにふまじめ かいけつゾロリ（2005年 - 2006年、雪女）
- 焼きたて!!ジャぱん（メーテル・レオンハルト）
- 雪の女王（アーニャ）

2006年
- きらりん☆レボリューション（2006年 - 2008年、美空晴子、青柳鉛子） - 2シリーズ
- 銀魂（2006年 - 2017年、母、母親、お通の母、寺門市） - 2シリーズ
- 恋する天使アンジェリーク〜心のめざめる時〜（先代女王）
- コードギアス 反逆のルルーシュ（正妻）
- ザ・サード 〜蒼い瞳の少女〜（シンディ）
- 女子高生 GIRL'S-HIGH（佐藤蝶子）
- シルクロード少年ユート（解憂）
- ゼロの使い魔（2006年 - 2012年、シェフィールド） - 4シリーズ
- 出ましたっ!パワパフガールズZ（ヘレ、クリスマスローズ）
- 天保異聞 妖奇士（豊川）
- 働きマン（関口歌子）
- BLEACH（相馬芳野・蘭島）
- ワンワンセレプー それゆけ!徹之進（聖子）

2007年
- 風の少女エミリー（ジョー・ローズ）
- 機神大戦ギガンティック・フォーミュラ（アマリア・ランベルト）
- D.Gray-man（クラウド・ナイン）
- 天元突破グレンラガン（オカミ）
- NARUTO -ナルト- 疾風伝（綱手）
- BUZZER BEATER（地球人チームの女性コーチ）
- 武装錬金（アレキサンドリア・パワード）

2008年
- 鉄のラインバレル（ジュディ、ナンシー）
- ゴルゴ13（マダム・マルタン）
- 秘密 〜The Revelation〜（七瀬彰子）
- ぷるるんっ!しずくちゃん あはっ☆（シャボンさん）
- ポケットモンスター ダイヤモンド&パール（ヤマト）

2009年
- ゲゲゲの鬼太郎（第5作）（長壁姫）
- 極上!!めちゃモテ委員長（2009年 - 2011年、姫乃学園長、高木冴子） - 2シリーズ
- ねぎぼうずのあさたろう（さといものおさと）
- ミチコとハッチン（ゾーイ）

2010年
- バクマン。（高木秋人の母）
- パンティ&ストッキングwithガーターベルト（ヘル・パウンド）
- RAINBOW-二舎六房の七人-（オバサン）

2011年
- 灼眼のシャナIII-FINAL-（『震威の結い手』ゾフィー・サバリッシュ）
- STAR DRIVER 輝きのタクト（ニチ・ゴシキ）
- 星空へ架かる橋（南国原先生）
- 47都道府犬（青森犬）

2012年
- 神様はじめました（田山）
- しろくまカフェ（女将）
- 探偵オペラ ミルキィホームズ シリーズ（2012年 - 2015年、ミナミハルコ、ジャンヌ） - 2シリーズ
- NARUTO -ナルト- SD ロック・リーの青春フルパワー忍伝（五代目火影・綱手）

2013年
- 八犬伝―東方八犬異聞―（玉梓 / 姫） - 2シリーズ

2014年
- 棺姫のチャイカ AVENGING BATTLE（クローディア・ダッジ）

2015年
- ポケットモンスター XY（2015年 - 2016年、ゴジカ） - 2シリーズ
- ローリング☆ガールズ（石作志麻）

2016年
- ルパン三世 PART IV（アヴォガドロ）
- レガリア The Three Sacred Stars（マーガレット・バーンリー）

2017年
- ID-0（提督）
- 最遊記RELOAD BLAST（紗烙三蔵）
- ONE PIECE（2017年 - 、シャーロット・スムージー）

2018年
- おそ松さん（アンドロイド）
- ラーメン大好き小泉さん（潤の母）
- 食戟のソーマ 餐ノ皿（広井）
- BORUTO-ボルト- NARUTO NEXT GENERATIONS（2018年 - 2020年、綱手）
- あかねさす少女（氷石紗呂）

2019年
- ゲゲゲの鬼太郎（第6作）（姑獲鳥）
- 胡蝶綺 〜若き信長〜（土田御前）
- 慎重勇者〜この勇者が俺TUEEEくせに慎重すぎる〜（リヴェイエ）

2020年
- バビロン（フローラ・ロウ）
- 宝石商リチャード氏の謎鑑定（オークショニア）
- 禍つヴァールハイト -ZUERST-（マリー・バルト）

2021年
- ワンダーエッグ・プライオリティ（マダムサチコ）
- ましろのおと（田沼小百合）
- セブンナイツ レボリューション -英雄の継承者-（アイリーン）
- パウ・パトロール（グッドウェイ市長）
- 最果てのパラディン（マープル）

2022年
- ポケットモンスター（ヤマト）
- 群青のファンファーレ（西園寺七緒子）
- 後宮の烏（皇太后）
- 機動戦士ガンダム 水星の魔女（2022年 - 2023年、ニューゲン） - 2シリーズ

2023年
- 死神坊ちゃんと黒メイド（2023年 - 2024年、イチ） - 2シリーズ

2024年
- 黒執事（2024年 - 2025年、老婆 / ババ様） - 2シリーズ
- ATRI -My Dear Moments-（八千草乃音子）
- 女神のカフェテラス（鳳凰寺洋子）

2025年
- 薬屋のひとりごと（深縁）
- クラスの大嫌いな女子と結婚することになった。（北条静）
- SAKAMOTO DAYS（宮バァ）
- New PANTY & STOCKING with GARTERBELT（スキャンティ）

### 劇場アニメ
1984年
- 地球物語 テレパス2500（ロン）

1986年
- アリオン（アテナ）
- ハイスクール!奇面組（伊狩増代）

1987年
- 王立宇宙軍 オネアミスの翼（酒場の女）

1988年
- 機動戦士SDガンダム（パラス・アテネ）

1990年
- MAROKO 麿子（四方田麿子）

1991年
- アルスラーン戦記シリーズ（1991年 - 1992年、ファランギース） - 2作品

1992年
- アップフェルラント物語（アリアーナ）

1993年
- 獣兵衛忍風帖（石榴）

1994年
- 劇場版美少女戦士セーラームーンシリーズ（1994年 - 1995年、海王みちる） - 2作品
- ダークサイド・ブルース（たまき）

1996年
- 映画 忍たま乱太郎（山本シナ）
- 金田一少年の事件簿 オペラ座館・新たなる殺人（真上寺聖子）
- チョッちゃん物語（女教師）

1997年
- 劇場版 キューティーハニーF（クィーンガーラ）

1999年
- ガンドレス（タカコ・ホウライジ）

2002年
- ギルステイン（ヌー）
- それいけ!アンパンマン 鉄火のマキちゃんと金のかまめしどん（鉄火のマキちゃん）

2004年
- 劇場版 NARUTO -ナルト- シリーズ（2004年 - 2014年、五代目火影・綱手） - 8作品
- NITABOH 仁太坊-津軽三味線始祖外聞（たまな）

2005年
- 映画 プリキュアシリーズ（2005年 - 2021年） - 3作品
- 機動戦士Ζガンダム A New Translation -星を継ぐ者-（レコア・ロンド）
- 機動戦士ΖガンダムII A New Translation -恋人たち-（レコア・ロンド）

2006年
- トップをねらえ! & トップをねらえ2! 合体劇場版!!（カシハラ・レイコ）
- 機動戦士ΖガンダムIII A New Translation -星の鼓動は愛-（レコア・ロンド）

2012年
- ドットハック セカイの向こうに（蒲池友香）

2017年
- 名探偵コナン から紅の恋歌（服部静華）

### OVA
1985年
- うる星やつら 了子の9月のお茶会（テンの母）

1986年
- ドリームハンター麗夢II 聖美神学園の妖夢（明日香冴子）

1987年
- X電車でいこう
- ダーティペア（エラ）
- たいまんぶるうす 清水直人編
- デジタル・デビル物語 女神転生（イザナミ）
- デッドヒート（マリア）
- 破邪大星ダンガイオー（シャザーラ）
- LILY-C.A.T.（ナンシー・ストラウハ）
- レリックアーマーLEGACIAM（フェルミス・リーク）

1988年
- アップルシード（デュナン・ナッツ）
- 機動戦士SDガンダム（パラス・アテネ、場内アナウンス）
- Crying フリーマン（花田君江）
- 神州魑魅変（絹夜叉）
- トップをねらえ!（1988年 - 1989年、カシハラ・レイコ、アカイ・キミコ）
- ビデオ絵本「にんぎょひめ」（語り手）
- 冥王計画ゼオライマー（ロクフェル）

1989年
- おがみ松吾郎
- 銀河英雄伝説（ヒルデガルド・フォン・マリーンドルフ）
- クラッシャージョウ 氷結監獄の罠（キャスター〈女〉）
- 御先祖様万々歳!（四方田麿子）
- 朱鷺色怪魔（貝間あやか）

1990年
- 機動戦士SDガンダムMARK-IV（キュベレイ）
- THE八犬伝（玉梓、船虫）
- しあわせのかたち（栗林キミエ）
- たいまんぶるうす レディース編 真由美
- NEWドリームハンター麗夢 夢の騎士達（魔女）
- 花のあすか組!2 ロンリーキャッツ・バトルロイヤル（鬼島陽湖）

1991年
- アリス 〜モンキーパンチの世界〜（アリス）
- 英雄凱伝モザイカ
- 機動戦士ガンダム0083 STARDUST MEMORY（ルセット・オデビー）
- ザ・学園超女隊（舞）
- シャコタン☆ブギ（カオリ）
- スケバン刑事（海槌麗巳）
- 有閑倶楽部 犬猫まるごとHOWマッチ（剣菱悠理）

1992年
- シークエンス
- グリーンレジェンド乱（銀の巫女）
- 魔動王グランゾート 冒険編（お杏）
- 有閑倶楽部2 香港より愛をこめて（剣菱悠理）
- るり色プリンセス（シーナ・バスタ）

1993年
- アルスラーン戦記 汗血公路（ファランギース）
- NG騎士ラムネ&40 DX ワクワク時空 炎の大捜査戦（ベッピーン）
- ジェノサイバー 虚界の魔獣（マイラ）
- どチンピラ（水島藍）
- BADBOYS（佐藤エリカ）
- ブラック・ジャック（マリア・カルネラ大尉）

1994年
- 鬼切丸（沙英）
- THE レイプマン（大谷真紀 / 怪盗レッド・キャット）
- 湘南純愛組!（出雲真理子）
- らんま1/2 道を継ぐ者（なつめ）

1995年
- アルスラーン戦記 征馬孤影（ファランギース）
- 不思議の国の美幸ちゃん（ハンプティ・ダンプティ）
- プリンセス・ミネルバ（ダイナスター）
- 女神天国（ヤミママ）

1996年
- 覚悟のススメ（破夢子）
- 聖少女戦隊レイカーズEX（倉田千晶）
- それゆけ!宇宙戦艦ヤマモト・ヨーコ（ゼナ・リオン）
- 同級生2（ひかり）
- BURN-UP W（チーフ）

1997年
- 企業戦士YAMAZAKI（貫理香）

1998年
- 銀河英雄伝説外伝 千億の星、千億の光（ヒルデガルド・フォン・マリーンドルフ）
- ゴルゴ13〜QUEEN BEE〜（ソニア）

1999年
- 地獄先生ぬ〜べ〜 史上最大の激戦!絶鬼来襲!!（美奈子先生）
- ハーロック・サーガ ニーベルングの指環（エメラルダス）

2000年
- 黒の断章 Mystery of Necronomicom（雌蕊魅奈、シンディ）
- sin THE MOVIE（ケイトリン・パルマー）

2002年
- GUNDAM EVOLVE 4 RX-78 GP03 DENDROBIUM（ルセット・オデビー）
- .hack//SIGN（ミミカ）

2005年
- I"s Pure（古川）
- パパとKISS IN THE DARK（宇都宮美月）

2006年
- 千年の約束（スミレ） - 国税庁企画 ビデオアニメ

2007年
- 今日からマ王! R（フォンシュピッツヴェーグ卿ツェツィーリエ）

2009年
- ファイト一発! 充電ちゃん!! 秘湯 樹段天空温泉（女将）

2011年
- APPLESEED XIII（エリヌース）
- SUPERNATURAL: THE ANIMATION（十字路の悪魔）
- ボトムズファインダー（メルインガル）
- 魔法先生ネギま! もうひとつの世界Extra 魔法少女ユエ♥（総長）

### Webアニメ
- 幕末機関説 いろはにほへと（2006年、みつ）
- スーパードラゴンボールヒーローズ プロモーションアニメ（2020年 - 2021年、トワ / 魔神トワ）

### ゲーム
1989年
- コブラ 黒竜王の伝説

1991年
- コブラII 伝説の男（ジェーン）

1992年
- プリンセス・ミネルバ（チロリア・ユリシス）
- 超時空要塞マクロス 永遠のラヴソング

1994年
- 風の伝説ザナドゥ（メディア）
- 美少女戦士セーラームーンS こんどはパズルでおしおきよ!（セーラーネプチューン）
- 美少女戦士セーラームーンS 場外乱闘!? 主役争奪戦（海王みちる / セーラーネプチューン）

1995年
- アンジェリークSpecial（第255代女王）
- 風の伝説ザナドゥII（メディア）
- 美少女戦士セーラームーンS（セーラーネプチューン）※3DO版
- 美少女戦士セーラームーンS くるっくりん（セーラーネプチューン）
- 美少女戦士セーラームーンSuperS ふわふわパニック（セーラーネプチューン）

1996年
- 美少女戦士セーラームーンSuperS 真・主役争奪戦（セーラーネプチューン / 海王みちる）
- 美少女戦士セーラームーンSuperS 全員参加!! 主役争奪戦（セーラーネプチューン）
- メルティランサー 〜銀河少女警察2086〜（ラヴェンヌ・アミテージ）

1997年
- あすか120%エクセレント（新藤環）
- あすか120%リミテッド（新藤環）
- VIRUS（シェリー）
- クイズ美少女戦士セーラームーン（海王みちる / セーラーネプチューン）
- この世の果てで恋を唄う少女YU-NO（アイリア）
- 同級生2（片桐美鈴）
- ネクストキング 恋の千年王国（キャラウェイ）
- ミニ四駆 爆走兄弟レッツ&ゴー!!WGP HYPER HEAT（柳たまみ）

1998年
- ガーディアンリコール 〜守護獣召喚〜（仁瞳）
- バックガイナー（瀬川巴）
- プリンセスクエスト（マドレーヌ）

1999年
- SDガンダム GGENERATION（1999年 - 2025年、レコア・ロンド、ヴェドバ・モルテ、ロンド・ミナ・サハク、シャノン・マシアス、マイキャラクターボイス女性〈OVER WORLD・GENESIS〉） - 13作品
- サーカディア（乾沙夜香）
- スーパーロボット大戦コンプリートボックス（レコア・ロンド、ルセット・オデビー）

2000年
- コスモウォーリアー零（レディ・エメラルダス）
- スーパーロボット大戦α（レコア・ロンド）
- スキャンダル（シャンマオ）

2001年
- 犬夜叉（水神）
- スーパーロボット大戦α for Dreamcast（レコア・ロンド）
- 松本零士999 〜Story of Galaxy Express 999〜（イスメラルダ）

2002年
- スーパーロボット大戦IMPACT（シャザーラ）

2003年
- アークザラッド 精霊の黄昏（タチアナ）
- アーマード・コア3 サイレントライン（セレ・クロワール、エクレール）
- 機動戦士Ζガンダム エゥーゴvs.ティターンズ（レコア・ロンド）
- SUNRISE WORLD WAR Fromサンライズ英雄譚（ダイアン、美子先生）
- ファインディング・ニモ（ドリー）
- みんなのGOLF 4（ニーナ）

2004年
- 機動戦士ガンダムSEED DESTINY（ロンド・ミナ・サハク）
- コロッケ!4 バンクの森の守護神（キャビア）
- スーパーロボット大戦MX（ロクフェル）
- NARUTO -ナルト- 激闘忍者大戦!3（綱手）
- NARUTO -ナルト- ナルティメットヒーロー2（綱手）

2005年
- スーパーロボット大戦MX ポータブル（ロクフェル）
- スプリンターセル パンドラトゥモロー（ダリア・タル）
- NARUTO -ナルト- うずまき忍伝（綱手）
- NARUTO -ナルト- 激闘忍者大戦!4（綱手）

2006年
- 今日からマ王! おれさまクエスト（フォンシュピッツヴェーグ卿ツェツィーリエ）
- NARUTO -ナルト- 最強忍者大結集4 DS（綱手）
- NARUTO- ナルト- ナルティメットポータブル 無幻城の巻（綱手）

2007年
- ガンダム無双（レコア・ロンド）
- NARUTO -ナルト- 疾風伝 最強忍者大結集5 決戦!“暁”（綱手）
- NARUTO -ナルト- 疾風伝 ナルティメットアクセル2（綱手）

2008年
- ガンダム無双 Special（レコア・ロンド）
- ガンダム無双2（レコア・ロンド）
- 今日からマ王! 眞マ国の休日（フォンシュピッツヴェーグ卿ツェツィーリエ）
- スーパーロボット大戦Z（レコア・ロンド、アテナ・ヘンダーソン）
- NARUTO -ナルト- 疾風伝 最強忍者大結集 激突!!ナルトVSサスケ（綱手）
- NARUTO -ナルト- 忍列伝II（綱手）

2009年
- アンチャーテッド 黄金刀と消えた船団（クロエ・フレイザー）
- スーパーロボット大戦NEO（ドル・サタン）
- ダテにガメついわけじゃねェ! 〜ダンジョンメーカー ガールズタイプ〜（モニカ）
- NARUTO -ナルト- 疾風伝 忍列伝III（綱手）
- NARUTO -ナルト- 疾風伝 ナルティメットアクセル3（綱手）
- NARUTO -ナルト- 疾風伝 ナルティメットストーム（綱手）

2010年
- Another Century's Episode:R（アテナ・ヘンダーソン）
- ガンダム無双3（レコア・ロンド）
- 機動戦士ガンダム エクストリームバーサス（2010年 - 2016年、レコア・ロンド、ロンド・ミナ・サハク） - 5作品
- NARUTO -ナルト- 疾風伝 キズナドライブ（綱手）
- NARUTO -ナルト- 疾風伝 ナルティメットストーム2（綱手）
- ボーダーブレイク エアバースト（冷静タイプ「ウルスラ」）

2011年
- アンチャーテッド 砂漠に眠るアトランティス（クロエ・フレイザー）
- 第2次スーパーロボット大戦Z 破界篇/再世篇（アテナ・ヘンダーソン）
- 真剣で私に恋しなさい!!R（小島梅子）

2012年
- Kinect ラッシュ: ディズニー/ピクサー アドベンチャー（ドリー）
- テイルズ オブ エクシリア2（マルシア）
- NARUTO -ナルト- 疾風伝 ナルティメットストームジェネレーション（綱手）
- バイオハザード オペレーション・ラクーンシティ（ルポ）

2013年
- スーパーロボット大戦OGサーガ 魔装機神III PRIDE OF JUSTICE（ロイズ・レクセルズ）
- NARUTO -ナルト- 疾風伝 ナルティメットストーム3（綱手）

2014年
- NARUTO -ナルト- 疾風伝 ナルティメットストームレボリューション（綱手）

2015年
- セブンナイツ（フォーディナの女帝 アイリーン）
- ドラゴンボール ゼノバース（トワ）

2016年
- NARUTO -ナルト- 疾風伝 ナルティメットストーム4（綱手）
- ドラゴンボールフュージョンズ（トワ）
- ドラゴンボール ゼノバース2（トワ）

2017年
- アンチャーテッド 古代神の秘宝（クロエ・フレイザー）

2018年
- 名探偵ピカチュウ（ルイーズ・マリガン）

2019年
- スーパードラゴンボールヒーローズ ワールドミッション（トワ、魔神トワ、六星龍〈乙姫〉）
- 機動戦士ガンダム エクストリームバーサス2（2019年 - 2025年、ロンド・ミナ・サハク） - 4作品
- Lost Archive -ロストアーカイブ- （クロエ）

2020年
- ドラゴンボールZ カカロット（トワ）
- ファイナルファンタジーVII リメイク（スカーレット）
- 22/7 音楽の時間（伊波園絵）
- ブリガンダイン ルーナジア戦記（ジウ）
- ONE PIECE 海賊無双4（シャーロット・スムージー） - DLC追加キャラクター
- ONE PIECE トレジャークルーズ（シャーロット・スムージー）
- THE KING OF FIGHTERS ALLSTAR（アイリーン）

2021年
- ブレイブリーデフォルトII（エマ・オディリア）
- アイドルマスター スターリットシーズン（奥空眞弓）
- ラングリッサー モバイル（迦遊羅）
- セブンナイツ2（アイリーン）
- 機動戦士ガンダム U.C. ENGAGE（2021年 - 2023年、レコア・ロンド）

2022年
- SDガンダム バトルアライアンス（ロンド・ミナ・サハク）

2023年
- IdentityV 第五人格（夢の魔女 / イドーラ）

2024年
- ファイナルファンタジーVII リバース（スカーレット)
- グランブルーファンタジー（ラーライラ）

2025年
- 機動戦士ガンダム アーセナルベース（ロンド・ミナ・サハク）
- ペルソナ5: The Phantom X（長尾チヅ子）

### 吹き替え

#### 担当女優
エリザベス・シュー
- バック・トゥ・ザ・フューチャー PART2（ジェニファー・パーカー）※ソフト版
- バック・トゥ・ザ・フューチャー PART3（ジェニファー・パーカー）※ソフト版
- リービング・ラスベガス（サラ）

キム・キャトラル
- アイス・プリンセス（ティナ・ハーウッド）
- アガサ・クリスティー 検察側の証人（エミリー・フレンチ）
- スタートレックVI 未知の世界（ヴァレリス大尉）※VHS版
- SEX AND THE CITY（サマンサ・ジョーンズ）
  - セックス・アンド・ザ・シティ
  - セックス・アンド・ザ・シティ2
  - セックス・アンド・ザ・シティ新章 第2シーズン※最終話のみ

- 犯罪心理分析官インゲル・ヴィーク〜消えた大統領〜（ヘレン・タイラー）
- マスカレード/甘い罠（ブルック・モリソン）

ジーナ・ガーション
- アウト・フォー・ジャスティス（パティ・マダーノ）※ソフト版
- エレメンタリー ホームズ&ワトソン in NY シーズン3（イラナ・マーチ）
- バウンド（コーキー）※ソフト版
- ブラック&ホワイト（ノラ・ハーゴジアン）

ジェニファー・ジェイソン・リー
- ヒッチャー（ナッシュ）
- 未来は今（エイミー・アーチャー）※パイオニア版
- 誘惑の接吻（リディア）

シャロン・ストーン
- アンツ（バーラ王女）
- イヤー・オブ・ザ・ガン（アリソン・キング）
- カジノ（ジンジャー・マッケンナ）
- 硝子の塔（カーリー・ノリス / ナオミ・シンガー）※ソフト版
- キング・ソロモンの秘宝2/幻の黄金都市を求めて（ジェシー・ヒューストン）※フジテレビ版
- 氷の微笑（キャサリン・トラメル）※スペシャル・エディションDVD版
- 氷の微笑2（キャサリン・トラメル）
- シティ・オブ・ブラッド（ニーナ・フェラーロ）
- シャロン・ストーン in シークレット・スパイ（サリー・コーフィールド）
- わかれ路（サリー・イーストマン）

ジュリア・ロバーツ
- 愛がこわれるとき（ローラ・バーニー / サラ・ウォーターズ）※テレビ朝日版
- 陰謀のセオリー（アリス・サットン）※ソフト版
- オーシャンズ11（テス・オーシャン）※フジテレビ版
- オーシャンズ12（テス・オーシャン）※日本テレビ版
- ジキル&ハイド（メアリー・ライリー）
- フレンズ（スージー・モス）
- マイケル・コリンズ（キティ・キールナン）

ジュリアン・ムーア
- 暗殺者（エレクトラ）※フジテレビ版
- サイコ（ライラ・クレイン）
- シェルター（カーラ・ハーディング）
- シッピング・ニュース（ウェイヴィ）
- ハンニバル（クラリス・スターリング）※ソフト版
- ロスト・ワールド/ジュラシック・パーク（サラ・ハーディング）

ジョーン・キューザック
- 人生はローリングストーン（パティ）
- スクール・オブ・ロック（ロザリー・マリンズ）
- マペットのメリー・クリスマス（レイチェル・ビターマン）

ショーン・ヤング
- アパッチ（ビリー）※テレビ朝日版
- エース・ベンチュラ（ロイス・アインホーン警部補）
- 恐竜伝説ベイビー（スーザン・マシューズ＝ルーミス）※テレビ版
- ジキル博士はミス・ハイド（ヘレン・ハイド）※VHS版
- 死の接吻（ドロシー / エレン・カールソン）

ジョディ・フォスター
- インサイド・マン（マデリーン・ホワイト）
- ヴィクトリア（ヴィクトリア・トンプソン）
- コンタクト（エリナー “エリー”・アロウェイ）※ソフト版
- ジャック・サマースビー（ローレル・サマースビー）※テレビ朝日版
- ハートに火をつけて（アン・ベントン）※テレビ東京版
- バックトラック（『ハートに火をつけて』のディレクターズ・カット版）
- 羊たちの沈黙（クラリス・スターリング）※VHS版
- マーヴェリック（アナベル・ブランスフォード）※テレビ東京版

ティルダ・スウィントン
- アステロイド・シティ（ヒッケンルーパー博士）
- エイミー、エイミー、エイミー! こじらせシングルライフの抜け出し方（ダイアナ）
- コンスタンティン（ガブリエル）※テレビ朝日版
- バーン・アフター・リーディング（ケイティ・コックス）
- フレンチ・ディスパッチ ザ・リバティ、カンザス・イヴニング・サン別冊（J・K・L・ベレンセン）
- ムーンライズ・キングダム（福祉局員）

デブラ・メッシング
- SMASH（ジュリア・ヒューストン）
- ふたりは友達? ウィル&グレイス（グレイス・アドラー）
- プロフェシー（メアリー・クライン）※ソフト版

ドレア・ド・マッテオ
- アサルト13 要塞警察（アイリス）※ソフト版
- カリフォルニケーション シーズン5 #7（ホリー）
- ジョーイ（ジーナ・トリビアーニ）
- デスパレートな妻たち6（アンジー・ボーレン）

ブリジット・フォンダ
- キス・オブ・ザ・ドラゴン（ジェシカ）※ソフト版
- スノー・クイーン 〜雪の女王〜（雪の女王）
- ルームメイト（アリソン “アリー”・ジョーンズ）※ソフト版

ファムケ・ヤンセン
- アリー my Love（ジェイミー）
- X-MENシリーズ（ジーン・グレイ）※テレビ朝日版
  - X-メン
  - X-MEN2
  - X-MEN:ファイナル ディシジョン

ヘレン・ハント
- キャスト・アウェイ（ケリー・フレアーズ）
- スコルピオンの恋まじない（ベティ＝アン・フィッツジェラルド）
- ツイスター（ジョー・ハーディング）※ソフト版
- ハート・オブ・ウーマン（ダーシー・マグワイヤー）※日本テレビ版
- ミスター・サタデー・ナイト（アニー・ウェルズ）

ミシェル・ファイファー
- ウルフ（ローラ・アルデン）※テレビ朝日版
- ホワイト・オランダー（イングリッド）
- レディホーク（イザボー・ド・アンジュー）※テレビ朝日版

ミランダ・リチャードソン
- エクスカリバーII 伝説の聖杯（湖の魔女）
- スコールズ・ブライドル - 鉄の口枷（セーラ・ブレークニー）
- ハリー・ポッターと炎のゴブレット（リータ・スキーター）

メグ・ライアン
- 戦火の勇気（カレン・ウォールデン大尉）※ソフト版
- ドアーズ（パメラ・コーソン）
- プレシディオの男たち（ドナ・コールドウェル）※ソフト版・機内上映版

ユマ・サーマン
- パルプ・フィクション（ミア・ウォレス）
- ビューティフル・ガールズ（アンデラ）
- ペイチェック 消された記憶（レイチェル・ポーター）※ソフト版

レネ・ルッソ
- アメリカで最も嫌われた女性（マデリン・マーレイ・オヘア）
- トーマス・クラウン・アフェアー（キャサリン・バニング）※フジテレビ版
- リーサル・ウェポン3（ローナ・コール）※テレビ朝日版
- リーサル・ウェポン4（ローナ・コール）※テレビ朝日版

#### 映画（吹き替え）
- アウト・フォー・ジャスティス（ヴィッキー・フェリーノ〈ジョー・チャンパ〉）※テレビ朝日版
- アウトロー（ローラ・リー〈ソンドラ・ロック〉）
- あきれたあきれた大作戦
- あなたのために（レクシー・クープ〈アシュレイ・ジャッド〉）
- アマゾネス・プリズン（ジャネット〈ピラー・オリーブ〉）※テレビ東京版
- アメリカン・グラフィティ（ペグ〈キャスリーン・クインラン〉）※TBS版
- あやしい奴ら!（ゲイル・ホランド〈ボニー・ハント〉）
- 1984（ジュリア〈スザンナ・ハミルトン〉）
- インデペンデンス・デイ（コンスタンス・スパノ補佐官〈マーガレット・コリン〉）※ソフト版
- イン・ドリームス/殺意の森（クレア・クーパー〈アネット・ベニング〉）※DVD版
- インフェルノ（サラ）※テレビ東京版
- インフォーマント!（ロビン・マン〈アン・キューザック〉）
- 噂のテディ・ロビン/美女・美女スパイにご用心!（リーピン〈シベール・フー〉）
- エイリアン・ネイション2（キャシー・フランケル）
- エイリアン・ネイション4（キャシー・フランケル）
- エクソダス:神と王（巫女〈インディラ・ヴァルマ〉）
- SF謎の宇宙船遭遇（フロー・マットソン）
- F/X2 イリュージョンの逆転（ベレス〈ジョシー・デ・ガズマン〉、売春婦）※VHS版
- エンジェル・コマンド（アリー〈レベッカ・ホールデン〉）※テレビ東京版
- オースティン・パワーズ ゴールドメンバー（フォクシー・クレオパトラ〈ビヨンセ〉）
- 奥さまは魔女（シーラ・ワイアット）
- オズ（モンビII〈ソフィー・ワード〉）※劇場公開版
- お葬式だよ全員集合!（キャシー・スローカム〈ナンシー・トラヴィス〉）
- 男たちの挽歌 II（ペギー）※ソフト版
- ガーディアン/森は泣いている（ケイト・スターリング〈キャリー・ローウェル〉）※VHS版
- カーラの結婚宣言（ヘザー・テイト〈サラ・ポールソン〉）
- 帰ってきたヒトラー（カッチャ・ベリーニ〈カッチャ・リーマン〉[106]）
- カクテル（ケリー・コーグリン〈ケリー・リンチ〉）
- 風と共に去りぬ（スエレン・オハラ〈イヴリン・キース〉）※日本テレビ新録版
- 彼女がステキな理由（ケイト・レモン〈エマ・トンプソン〉）
- ガンバス（イヴェット）※VHS版
- カンフーキッド/好小子（売り子）
- 機械じかけのピアノのための未完成の戯曲（リーザ）※VHS版
- キャスパー（アメリア・ハーヴェイ〈エイミー・ブレネマン〉）※VHS版
- キャッツ & ドッグス 地球最大の肉球大戦争（キティ・ガロア〈ベット・ミドラー〉）
- キャット・ピープル（アリス〈アネット・オトゥール〉）※テレビ朝日版
- 恐怖に襲われた街（エレーヌ・グラモン）
- キョンシークエスト1 妖怪一家の大冒険（メイリン）
- ギリーは首ったけ（ギリーの母、バティスタ看護師〈リン・シェイ〉）
- 緊急接近ZONE（マイク/ミカエラ〈ララ・ハリス〉）
- キングピン/ストライクへの道（クラウディア〈ヴァネッサ・エンジェル〉）
- キング・マフィア/偽りの報酬（シャロン〈アン・ジリアン〉）※テレビ東京版
- クール・ドライ・プレイス（ケイト・ダレル〈モニカ・ポッター〉）
- グラマー・エンジェル危機一発（イーディ）
- クリーチャー（ウェンディ・H・オリヴァー〈アネット・マッカーシー〉）
- 狂っちゃいないぜ（コニー・ファルゾーン〈ケイト・ブランシェット〉）
- グレムリン2 新・種・誕・生（マーラ・ブラッドストーン〈ハヴィランド・モリス〉）※ソフト版
- 刑事ベルモア/共謀者（アナベラ・ベルモア〈ジュリアン・マクワーター〉）
- ケニー（シャロンケイ）
- ゴーストバスターズ（女子生徒）※フジテレビ版
- ゴーストバスターズ2（デイナ・バレット〈シガニー・ウィーバー〉）※テレビ朝日版
- ゴーン・ベイビー・ゴーン（ヘリーン・マックリーディ〈エイミー・ライアン〉）
- 恋と疑惑の果てに（M.J.オマリー大尉〈アン・ヘッシュ〉）
- 幸福の条件（ジャネット・ベナブル〈デミ・ムーア〉）※ソフト版
- コクーン2/遥かなる地球（キティ）※ソフト版
- GODZILLA（オードリー・ティモンズ〈マリア・ピティロ〉）※劇場公開版[8]
- ゴッド・ギャンブラー 完結編（シューギター〈ン・シンリン〉）※VHS版
- コマンドー（レスリー、スーザン・ランス客室乗務員）※TBS版
- コンスタンティン（レスリー・アーチャー医師）※ソフト版
- サーベルタイガー・パーク 百万年ぶりの餌食（サバンナ〈ステイシー・ハイダック〉）
- 再会の街/ブライトライツ・ビッグシティ（キャシー）※VHS版
- サスペリア（スージー・バニオン〈ジェシカ・ハーパー〉）※テレビ東京版
- ザ・センチネル/陰謀の星条旗（サラ・バレンタイン〈キム・ベイシンガー〉）
- 誘う女（スザーン・ストーン〈ニコール・キッドマン〉）
- ザ・ドッグ・ファイター（エレイン）
- ザ・プレイヤー（ジューン・グッドマンズドータ〈グレタ・スカッキ〉）※ソフト版
- さらば英雄/愛と銃撃の彼方に（ジン〈キャリー・ン〉）
- サルバドル/遥かなる日々（マリア〈エルピディア・カリロ〉）
- サロゲート -危険な誘い-（ローラ・テイラー〈レジーナ・ホール〉）
- サロゲート・マザー（ジェニファー・レイ・クラーク〈ブリジット・ウィルソン＝サンプラス〉）
- サンダーアーム/龍兄虎弟（メイ〈ローラ・フォルネル〉）※テレビ朝日版
- 3人のゴースト（クレア・フィリップス〈カレン・アレン〉）
- シアターの怪人（ジュリー・ライリー〈コリンヌ・ボーラー〉）
- シェイド（エリザベス・ロートン〈ヴァレリア・ゴリノ〉）
- ジェヴォーダンの獣（シルヴィア〈モニカ・ベルッチ〉）
- ジェシカおばさんの事件簿/寒い国から来た標的（パトリシア・ウィリアムズ〈キャスリン・モリス〉）
- ジェラティノス（ナンシー・バーナム〈テレサ・ラッセル〉）
- シカゴ・コネクション/夢みて走れ（アンナ・コスタンゾ〈ダーラン・フリューゲル〉）
- 地獄の黙示録（サンドラ・ビューティー）※日本テレビ版
- 十戒（ネフテレリ〈アン・バクスター〉[107]）※フジテレビ版
- シックス・センス（リン・シアー〈トニ・コレット〉）※ソフト版
- シティヒート（ジニー・リー〈アイリーン・キャラ〉）※フジテレビ版
- ジャングル 2 ジャングル（シャーロット〈ロリータ・ダヴィドヴィッチ〉）
- ジョーズ2（エルキンス博士〈コリン・ウィルコックス〉[108]）※BSテレ東版
- ジョイ（テリー・マンガーノ〈ヴァージニア・マドセン〉）
- 少林寺（パイ〈ティン・ナン〉）※日本テレビ版
- 少林寺2（二鳳〈ティン・ナン〉）※日本テレビ版
- 新キョンシーズ（ザオの妻）
- 新世紀Mr.Boo! ホイさま カミさま ホトケさま（ジェーン・ラム）
- シングル・オール・ザ・ウェイ（サンディ〈ジェニファー・クーリッジ〉）
- 人生は、奇跡の詩（ナンシー・ブラウニング〈エミリア・フォックス〉）
- スウォーズマン 女神復活の章（スノー〈ジョイ・ウォン〉）
- スカイ・ファイター/地獄の最終指令（ケイトリン〈エリザベス・グレイセン〉）※テレビ東京版
- スカイランナー（ロビン・バーンズ）
- スター・ウォーズ エピソード2/クローンの攻撃（ベルー・ラーズ、ザム・ウェゼル）
- スティーヴン・キング/痩せゆく男（ジーナ・レムキ〈カリ・ウーラー〉）
- ストーン・コールド（ナンシー）
- スノーホワイト[109]
- スパイ・エンジェル グラマー美女軍団（イーディ）
- スパイ・ゲーム（エリザベス・ハドレー〈キャサリン・マコーマック〉）※フジテレビ版
- スリーパーズ（キャロル・マルチネス〈ミニー・ドライヴァー〉）※ソフト版
- スリーメン&ベビー（シルヴィア・ベニントン〈ナンシー・トラヴィス〉）※VHS版
- スワッピング/背徳と罪（カッチャ・バッハ）
- セブンティーン・アゲイン（ジェイン・マスターソン校長〈メロラ・ハーディン〉）
- 008皇帝ミッション（カリーン〈カリーナ・ラウ〉）
- ゾンビ伝説（マリエル・デュシャン〈キャシー・タイソン〉）
- ダークエンジェル（ダイアン・パローン）
- ダーティ・シェイム（アンジェラ・フラワーズ〈サリー・リチャードソン〉）
- ターミナル・ベロシティ（カレン）※テレビ朝日版
- 大逆転（オフィーリア〈ジェイミー・リー・カーティス〉）※テレビ朝日版
- 第一容疑者（クリス〈パッツィ・ケンジット〉）
- 第一容疑者2（マルシア〈パッツィ・ケンジット〉）
- タイムアクセル12:01（リサ・フレデリックス〈ヘレン・スレイター〉）
- 黄昏のチャイナタウン（キティ・バーマン〈メグ・ティリー〉）
- 旅する女/シャーリー・バレンタイン（ミランドラ）
- 007シリーズ
  - 007/美しき獲物たち（ステイシー・サットン〈タニア・ロバーツ〉）※TBS版
  - 007/消されたライセンス（パム・ブービエ〈キャリー・ローウェル〉）※VHS版・TBS版・JAL機内上映版[110]
  - 007/リビング・デイライツ（カーラ・ミロヴィ〈マリアム・ダボ〉）※TBS版
- タワーリング・インフェルノ（パティ・シモンズ〈スーザン・ブレイクリー〉）※日本テレビ版・TBS版
- タンゴ（マドレーヌ〈ジュディット・ゴドレーシュ〉）
- ダンシング・ヒーロー（フラン）
- チェリー2000（ジンジャーことエレイン）
- 地下鉄のザジ（アルベルティーヌ）
- チャイルド・プレイ3（クリスティン・デ・シルヴァ）
- ツーリスト・ガイド・トゥ・ラブ 〜恋のツアーガイド〜（モナ〈ミッシー・パイル〉）
- ツインズ（マーニー・メイソン〈ケリー・プレストン〉）※ソフト版
- 冷たい接吻（ハドリー・パイン〈レスリー・ホープ〉）
- ディアボロス/悪魔の扉（メアリー・アン・ロマックス〈シャーリーズ・セロン〉）※ソフト版
- テス（イズ〈スザンナ・ハミルトン〉）
- テロリスト・ゲーム（サブリナ・カーヴァー〈アレクサンドラ・ポール〉）※ソフト版
- デンジャラス・グラウンド（カレン〈エリザベス・ハーレイ〉）
- 天地創造（ハガル）※日本テレビ版
- 逃亡者（ナンシー〈ケリー・リンチ〉）
- 透明人間（エレン〈パトリシア・ヒートン〉）※ソフト版
- ドクター・ジャガバンドー（ヴェロニカ・ミチェリ〈ジェナ・エルフマン〉）
- ドナー（クリスティーン・リプトン〈メリッサ・ギルバート〉）
- トム・グリーンのマネー・クレイジー スットコ大作戦（パティ・プラマー〈メーガン・ムラーリー〉）
- ドメスティック・フィアー（スーザン〈テリー・ポロ〉）
- 友は風の彼方に（ハン〈キャリー・ン〉）
- トランスフォーマー/リベンジ（アーシー〈グレイ・デリスル〉）
- トレマーズ（ロンダ・レベック〈フィン・カーター〉）※ソフト版
- ナバロンの嵐（マリツァ〈バーバラ・バック〉）※テレビ東京版
- ニキータ（ニキータ〈アンヌ・パリロー〉）※ソフト版
- 2番目に幸せなこと（アビー・レイノルズ〈マドンナ〉）
- 摩天楼はバラ色に（クリスティ・ウィルズ〈ヘレン・スレイター〉）※TBS版
- ニューヨーク東8番街の奇跡（パメラ〈ウェンディ・シャール〉）※ソフト版
- ノー・マーシィ/非情の愛（カーラ）
- ノーマ・ジーンとマリリン（ナターシャ・ライテス〈リンゼイ・クローズ〉）
- ノイズ（ジリアン・アマコスト〈シャーリーズ・セロン〉）※ソフト版
- ハートブルー（タイラー〈ロリ・ペティ〉）※ソフト版
- バイオ・エイリアン/新種誕生（ジュディス・グラス〈スーザン・アンスパッチ〉）
- バイオレンス・コップ/復讐計画（ペニー〈ジョイ・ウォン〉）
- 派遣秘書（クリス・ボーリン〈ララ・フリン・ボイル〉）
- 裸の銃を持つ逃亡者（キャス・レイク〈メリンダ・マックグロウ〉）
- バタリアン（トラッシュ〈リネア・クイグリー〉）
- 87分の1の人生（ダイアン〈モリー・シャノン〉）
- バック・トゥ・ザ・フューチャー（ジェニファー・パーカー〈クラウディア・ウェルズ〉）※ソフト版
- バットマン（アリシア）※TBS版
- バニシング・レッド（リタ・マレク〈クリスチャン・アルフォンソ〉）※VHS版
- ハノーバー・ストリート 哀愁の街かど ※テレビ朝日版
- 母が教えてくれたこと（ジョアン・マルカヒー〈モリー・シャノン〉）
- パリの恋人（ジョー・ストックトン〈オードリー・ヘプバーン〉）※機内上映版
- ハロウィン THE END（テレサ・アレン〈キャンディス・ローズ〉）
- ハロウィンの呪文 〜ブリッジホローは大騒ぎ!?〜（タミー町長〈ローレン・ラプカス〉）
- ハワーズ・エンド（ヘレン・シュレーゲル〈ヘレナ・ボナム＝カーター〉）
- パワーレンジャー・映画版（ドルシア）
- ハングオーバー!!! 最後の反省会（キャシー〈メリッサ・マッカーシー〉）
- ビートルジュース（リディア・ディーツ〈ウィノナ・ライダー〉）
- ビバリーヒルズ・コップ2（ジャン・ボゴミル）※フジテレビ版
- ひまわり（ジョバンナ〈ソフィア・ローレン〉）※TVO版
- ビューティフル・ボーイ（ヴィッキー・シェフ〈エイミー・ライアン〉）
- ビューティフル・マインド（アリシア・ナッシュ〈ジェニファー・コネリー〉）
- 評決のとき（エレン・ロアーク〈サンドラ・ブロック〉）
- ビリー・バスゲイト（ドリュー・プレストン〈ニコール・キッドマン〉）
- プールサイド・デイズ（ベティ〈アリソン・ジャネイ〉）
- ファースト・ワイフ・クラブ（シェリー・スチュワート〈サラ・ジェシカ・パーカー〉）
- ファイアーストーム（ジェニファー〈スージー・エイミス〉）
- ファイト・クラブ（マーラ・シンガー〈ヘレナ・ボナム＝カーター〉）※フジテレビ版
- ファンタズムII（アルチェミー）
- フォレスト・ガンプ/一期一会（ジェニー・カラン〈ロビン・ライト〉[111]）※日本テレビ版
- フライト・デスティネーション（クレア・スミス〈ステファニー・フォン・フェッテン〉）
- ブラックジャック（ドクター・レイチェル・スタイン）※ソフト版
- ブランク・チェック/100万ドル大作戦!（シェイ・スタンレー）
- フランケンシュタイン（エリザベス〈ヘレナ・ボナム＝カーター〉）※ソフト版
- ブルージーン・コップ（アマンダ・ベケット〈シンシア・ギブ〉）※VHS版
- ブルート（マーラ〈ポリー・ウォーカー〉）
- ブレーキ・ダウン（エイミー・テイラー〈キャスリーン・クインラン〉）※ソフト版
- プレデター（アンナ〈エルピディア・カリロ〉）※フジテレビ版
- フレンジー（ヘッティ・ポーター〈ビリー・ホワイトロー〉）※BD版
- フレンチ・ディスパッチ ザ・リバティ、カンザス・イヴニング・サン別冊（ナレーター[102]）
- ヘルライド（ダニー〈ローラ・カユーテ〉）
- ベン・ハー（ティルザ〈キャシー・オドネル〉）※日本テレビ新録版
- ボイスレター（グロリア・スティーヴンス〈キム・マイヤーズ〉）※ソフト版
- 僕はラジオ（リンダ〈デブラ・ウィンガー〉）
- ポセイドン・アドベンチャー（リンダ・ロゴ〈ステラ・スティーヴンス〉）※BS-TBS版
- ホット・ショット2（ミシェル・ハドルストン〈ブレンダ・バーキ〉）
- ポルターガイスト（ダイアン・フリーリング〈ジョベス・ウィリアムズ〉）※テレビ朝日版
- マーガレット・サッチャー 鉄の女の涙（キャロル・サッチャー〈オリヴィア・コールマン〉）
- マイアミ・ラプソディー（グウィン〈サラ・ジェシカ・パーカー〉）
- マウス・ハント（エイプリル・シュマンツ〈ヴィッキー・ルイス〉）※TBS版
- マネー・トレイン（グレース〈ジェニファー・ロペス〉）※フジテレビ版
- マネキン（ロクシー）
- マリー・アントワネットの首飾り（マリー・アントワネット〈ジョエリー・リチャードソン〉）
- マレーナ（マレーナ〈モニカ・ベルッチ〉）
- Mr.ウッドコック -史上最悪の体育教師-（マギー〈エイミー・ポーラー〉）
- ミッドナイトクロス（デビー）※TBS版
- ミュータント・タートルズ（エイプリル・オニール〈ジュディス・ホーグ〉）※フジテレビ版
- 名犬ラッシー/宇宙は近いぞ、ラッシー!（ベイカー夫人〈サリー・フレイザー〉）
- メガ・パイソンVSギガント・ゲイター（テリー・オハラ〈ティファニー〉）
- めぐり逢う大地（エレーナ・バーン〈ナスターシャ・キンスキー〉）
- 猛獣大脱走（フェイ）
- 燃えよデブゴン 出世拳（レイファン）
- ヤング・アインシュタイン（マリー・キュリー〈オディール・ル・クレジオ〉）
- ラスト・ショット（ヴァレリー・ウエストン〈キャリスタ・フロックハート〉）
- ラスト・ボーイスカウト（サラ・ハレンベック〈チェルシー・フィールド〉）※テレビ朝日版
- ラブ・オブ・ザ・ゲーム（ジェーン・オーブリー〈ケリー・プレストン〉）※ソフト版
- ランボー/怒りの脱出（コー・バオ〈ジュリア・ニクソン＝ソウル〉）※TBS版
- リトル・イタリーの恋（ノルマ叔母さん）
- リビング・デス 殺しの前戯（エリザベス〈クリスティ・スワンソン〉）
- レインマン（スザンナ〈ヴァレリア・ゴリノ〉）※ソフト版
- レジェンド・オブ・フォール/果てしなき想い（スザンナ・ラドロー〈ジュリア・オーモンド〉）※DVD・VHS版
- レスリー・ニールセンのドラキュラ（ルーシー・ウェステンラ）
- RED/レッド（シンシア・ウィルクス〈レベッカ・ピジョン〉）
- レッド・ドラゴン/新・怒りの鉄拳（ミャオ・リーファ〈ノラ・ミャオ〉）※TBS版
- レッドプラネット（ケイト・ボーマン船長〈キャリー＝アン・モス〉）
- レモネード・マウス（ジェニー・レズニック）
- RONIN（ディアドラ〈ナターシャ・マケルホーン〉）※フジテレビ版
- ROCKER 40歳のロック☆デビュー（キム〈クリスティナ・アップルゲイト〉）
- ロボコップ3（マリー・ラザラス博士〈ジル・ヘネシー〉）※テレビ東京版
- ロミー&ミッシェル（ミッシェル・ワインバーガー〈リサ・クドロー〉）
- ワイルド・サイド（アレックス・リー / ジョハンナ〈アン・ヘッシュ〉）
- 私がウォシャウスキー（ペイジ・ウィルソン）
- ワナオトコ（ヴィクトリア・チェイス〈アンドレア・ロス〉）

#### ドラマ
- アースG889（ジュリア・ヘラー〈ジェシカ・スティーン〉）※VHS版
- iCarly（マリッサ・ベンソン〈メアリー・シェアー〉）
- Empire 成功の代償 シーズン3 #8（ヘリーン・ボーン・ワイエス）
- アナザー・ライフ〜天国からの3日間〜（ジェニー・パーネル / カレン・ランツ〈ミシェル・グリーン〉）
- アンブレイカブル・キミー・シュミット（ジャクリーン・ボーヒーズ〈ジャッキー=リン・ホワイト〉〈ジェーン・クラコウスキー〉）
- ER VII 緊急救命室（レガスピー〈エリザベス・ミッチェル〉）
- インディ・ジョーンズ/若き日の大冒険（イリーナ、ジン・ミン）
- V、V2〜ビジターの逆襲（ジュリー・パリッシュ〈フェイ・グラント〉）
- 宇宙船レッド・ドワーフ号（デブ・リスター〈アンジェラ・ブルース〉）
- NCIS: ニューオーリンズ シーズン2 #3（サラ・ポーター海軍長官〈レスリー・ホープ〉）
- NCIS 〜ネイビー犯罪捜査班（サラ・ポーター海軍長官〈レスリー・ホープ〉）
- F.B.EYE!! 相棒犬リーと女性捜査官スーの感動!事件簿（アーリーン）
- エンジェル（ケイト・ロックリー〈エリザベス・ローム〉）
- オビ＝ワン・ケノービ（ベルー・ラーズ〈ボニー・ピエス〉）
- 俺がハマーだ! シーズン1 #1（フランシーヌ）
- 機甲戦虫紀LEXX（ジゴロッタ）
- グッド・ドクター 名医の条件（ブリーズ・ブラウン）
- クリミナル・マインド 国際捜査班2 #9（リンダ・バーンズ〈キム・ローズ〉）
- クリミナル・マインド FBI行動分析課13  #15（リンダ・バーンズ〈キム・ローズ〉）
- 刑事ナッシュ・ブリッジス シーズン2（ホイットニー・トーマス）、#14（デニス・サンチェス）
- コード・ブラック 生と死の間で（リアン・ロリッシュ〈マーシャ・ゲイ・ハーデン〉）
- ザ・シークレット・エージェント3（トリッシュ・フィオード〈ダイアン・ファール〉）
- ザ・ハンガー シーズン1 #6（カーラ）
- サム&キャット（マリッサ・ベンソン〈メアリー・シェアー〉）
- CSI:科学捜査班（レディ・ヘザー〈メリンダ・クラーク〉）
- ジェシカおばさんの事件簿 #6（リサ）、#13（マーゴ・サンタナ）
- ジム・ヘンソンのストーリーテラー（チェリーパイ姫〈アビゲイル・クリューテンデン〉、サップソロー〈アリソン・ドゥーディ〉）
- 宿敵 因縁のハットフィールド&マッコイ（レヴィシー・ハットフィールド〈サラ・パリッシュ〉）
- 主任警部モース 森を抜ける道（クレア・オズボーン）
- 小公女（ドナルド・カーマイケル）
- 私立探偵マグナム シーズン2 #14（ウェンディ・ギルバート）
- 新アウターリミッツ（ミーナ・リンク〈シンシア・プレストン〉、カーター・ジョーンズ〈アリー・シーディ〉、テリル・ボウトン〈シンシア・ギアリー〉、キャサリン・ウッズ〈マーシャ・クロス〉、ブー・ウェストン〈マッケンジー・フィリップス〉）
- 新・刑事コロンボシリーズ
  - 完全犯罪の誤算（レベッカ）
  - 犯罪警報（リサ）
  - 大当たりの死（ナンシー・ブラウアー）
- 新・逃亡者（ヘレン・キンブル〈ケリー・ラザフォード〉）※VHS版
- 新ハイランダー アマンダ（アマンダ・モントローズ〈エリザベス・グレイスン〉）
- SUITS/スーツ シーズン1 #11（トーリ〈アンドレア・パーカー〉）
- スーパーナチュラル2（赤い目の悪魔）
- ターザンの大冒険（カリ）※NHK-BS2版
- 超音速攻撃ヘリ エアーウルフ シーズン3 #5（マーリーン）
- 超音速ヒーロー ザ・フラッシュ（ステイシア・マスターズ〈シグニー・コールマン〉）※日本テレビ版
- 特捜刑事マイアミ・バイス
  - シーズン1 #16（ダイアン・ゴードン）
  - シーズン2 #17（シンディ）
  - シーズン3 #3（ジャン・ラーキン）、#17（サリー・コルドバ〈マーガレット・エイヴリー〉）、#20（アリ・フェランド）
- 特攻野郎Aチーム
  - シーズン2 #4（チェリス）
  - シーズン3 #1（サンディ）、#8（キャリー・ウィネトカ）、#20（リサ・ペリー）
- NUMBERS 天才数学者の事件ファイル（テリー・レイク〈サブリナ・ロイド〉）
- 南北戦争物語 愛と自由への大地（アシュトン・メイン）
- バフィー 〜恋する十字架〜 シーズン1 #3（キャサリン・マディソン〈ロビン・ライカー〉）
- HAWAII FIVE-0（アリソン・マーシュ）
- ビバリーヒルズ高校白書 #35（クリスティーナ）、#53（ローリー&クレア）
- 100万ドルを取り返せ!（アン・サマートン〈マリアム・ダボ〉）
- ヒルストリート・ブルース
  - シーズン2 #2（ウエスト・ヴァージニア）
  - シーズン6 #5（セレステ・パターソン）
- フェーム/青春の旅立ち（ココ・ヘルナンデス〈エリカ・ギンペル〉）
- ふたりは最高!ダーマ&グレッグ
  - シーズン2 #2（キム〈ミーガン・フェイ〉）
  - シーズン3 #13（キム〈リズ・ヴァッシー〉）
- プライベート・プラクティス4（マーラ・トムキンス〈アレックス・キングストン〉）
- ブルーブラッド 〜NYPD家族の絆〜（ケリー・デヴィッドソン〈アンドレア・ロス〉）
- フルハウス（シンディ〈デブラ・サンドランド〉）
- マーダーズ・イン・ビルディング シーズン2 #1・2（エイミー・シューマー[112]）
- また会う日まで（フレディ〈コートニー・コックス〉、ルイーズ〈ニーヴ・キューザック〉、ローラ）
- ミッシング
- ミディアム6 霊能者アリソン・デュボア（ボビー・カタラーノ〈アイダ・タトゥーロ〉）
- ミルドレッドの魔女学校（エイダ・カックル、アガサ〈クレア・ヒギンズ〉[113]）※NHK版
- 名探偵ダウリング神父 シーズン1 #3（マルセラ・ウーリッジ）
- 名探偵ポワロ カーテン〜ポワロ最後の事件〜（バーバラ・フランクリン〈アンナ・マデリー〉）
- 名探偵Mr.モンク（シャローナ・フレミング〈ビティ・シュラム〉）※WOWOW・スターチャンネル版
- 名探偵モンク7（ステファニー）
- メルローズ・プレイス（ジェーン・マンシーニ〈ジョシー・ビセット〉）
- ヤングライダーズ シーズン1 #13（エミー）
- リベンジ（メリッサ）
- ルーツ（アン・レイノルズ〈サンディ・ダンカン〉）※ソフト版
- 霊怪道士（リンリン）

#### アニメ
- イウォーク物語（ショードゥ、カインク）※DVD版
- X-MEN（テレビ東京版）（カリスト）
- キャッツ&カンパニー
- トランスフォーマーシリーズ
  - 戦え!超ロボット生命体トランスフォーマー（クロミア[114]）
  - トランスフォーマー ザ・ムービー（アーシー）
  - 戦え!超ロボット生命体トランスフォーマー2010（アーシー）
- ちいさなプリンセス ソフィア（フローラ）
- なんだかんだワンダー（シルヴィア）
- 2020年ワンダー・キディ（ビビラ）
- ベイマックス ザ・シリーズ（バーブ）
- パウ・パトロール（グッドウェイ市長）
- パウ・パトロール ザ・ムービー（グッドウェイ市長[115]）
- バットマン
- ピンクパンサー（ムーラ、クリスティ）
- リトル・マーメイド（アリエルの姉妹）
- LEGO ピクサー:ブリックトゥーンズ（ドリー）

### 特撮
- スーパー戦隊シリーズ
  - 電磁戦隊メガレンジャー（1997年、ネジイエローの声）
  - 魔法戦隊マジレンジャー（2005年、冥獣人四底王セイレーン・ネリエスの声）
- 仮面ライダーキバ（2008年、シルクモスファンガイアの声）
- ケータイ捜査官7（2008年、フォンブレイバー2の声）

### 映画
- 敦煌（吹き替えでの出演）

### テレビ番組
- 爆笑問題のニッポンの教養（NHK総合）2009年度のナレーション
- NHK番組スポット（ナレーション）
- NHK-BS1 エンジョイライフ『ファッション図鑑』（ナレーション）
- 松本人志のコントMHK（2010年10月15日、NHK総合）（ナレーション）
- キッズチャレンジ（ナレーション）
- 趣味どきっ!「一声入魂!アニメ声優塾」[116]（2015年、NHK Eテレ） - 第7回講師
- 旅するスペイン語（2016年10月 - 2017年3月、NHK Eテレ）（ナレーション）
- ららら♪クラシック（2017年4月7日 - 、NHK）（ナレーション）

### ラジオ
- 宇宙GメンEX

### ラジオドラマ
- 同級生恋愛専科 ラジオドラマ（芹沢よしこ）

### カセット文庫
- 冒険!!イクサー3（パールモス）

### CD
- 雨は好きですか
- アリアンロッド・サガ ファンブック 「Heartbreak Memory」付属 ドラマCD「追憶のフラグメント」（「報復者（フラガラッハ）」のアザゼル）
- アルスラーン戦記（ファランギース）
- 破妖の剣 漆黒の魔性編（ラエスリール）
- 破妖の剣 紅い心（ラエスリール)
- CDドラマ 風の伝説ザナドゥII ヒロイン達の誕生日（メディア）
- カミヨミ（平良土岐子）
- 今日からマ王!シリーズ（ツェリ）
- KIRAI（高木陽子）
- 銀河ロイドコスモX IN ヒーロークロスライン ドラマCD（明真澄）
- 黒執事（アンジェリーナ・ダレス）
- イメージアルバム シークエンス 原作：みずき健
- 静かなるドン（近藤妙）
- スーパーロボット大戦 ORIGINAL GENERATIONS THE SOUND CINEMA Vol.1（ジジ・ルー）
- タブロウ・ゲート（パメラ）
- CDドラマ TARAKOぱっぱらパラダイス（メディア）
- 長屋王残照記（氷高皇女）
- 爆走兄弟レッツ&ゴー!!GIRL〈レディース・グランプリ開幕!!〉（ナレーション〈たまみ先生〉）
- 美少女戦士セーラームーンS ウラヌス・ネプチューン・ちびムーン・PLUS（海王みちる）
- 美少女戦士セーラームーンS サウンド・ドラマ・コレクション - 男子校潜入! ついに巡り合った憧れの先輩!（海王みちる）
- 美少女戦士セーラームーン セーラースターズ キャラクターソング 戦士の想い（海王みちる）
- FALCOM SPECIAL BOX '95 CDドラマ 風の伝説ザナドゥII（メディア）
- ファルコムクラシックス オリジナルCDドラマ「イースI/女神の記憶」（サラ）
- FALCOM SPECIAL BOX '97 CDドラマ 英雄伝説III VS ブランディッシュ+VT（ギーナ）
- 新世紀GPXサイバーフォーミュラ PICTURELAND1 風にのせて（マリー・アルベルト・ルイザ）
- 新世紀GPXサイバーフォーミュラ SAGAII ROUND4 レディ!!（マリー・アルベルト・ルイザ）
- ふしぎ遊戯 玄武開伝（牛宿 / タルマ）
- 鋼の錬金術師 偽りの光 真実の影（モルガ）
- マリア様がみてるドラマCD 長き夜の（先代紅薔薇さま）
- 鎧伝サムライトルーパー BEST FRIENDS

### その他コンテンツ
- 三菱プレジションの駐車券発行機アナウンス
- フジテックエレベーター音声案内
- 朝霞市博物館（展示室のナレーション）